# ZiŁ-485

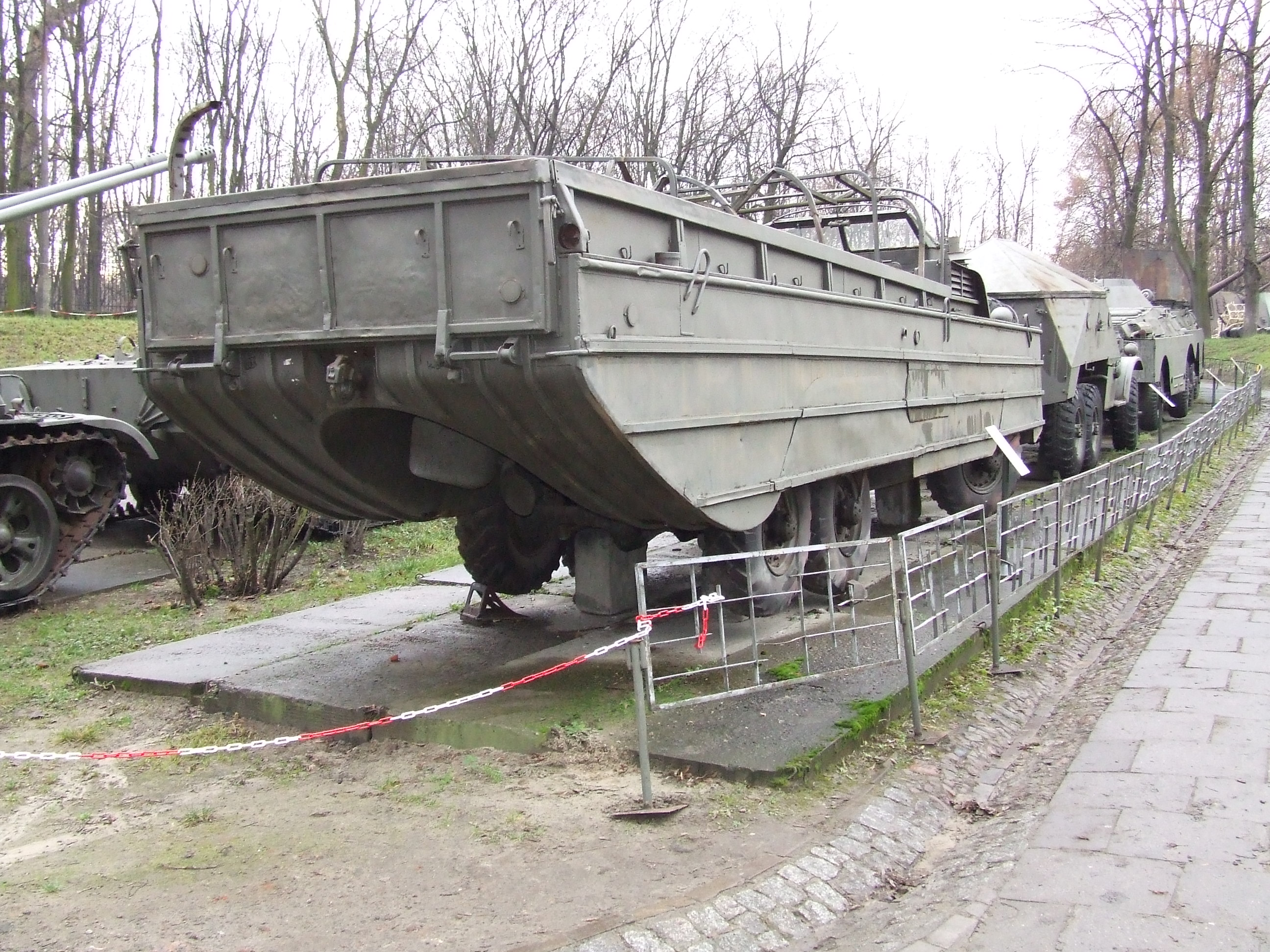
BAW od tyłu

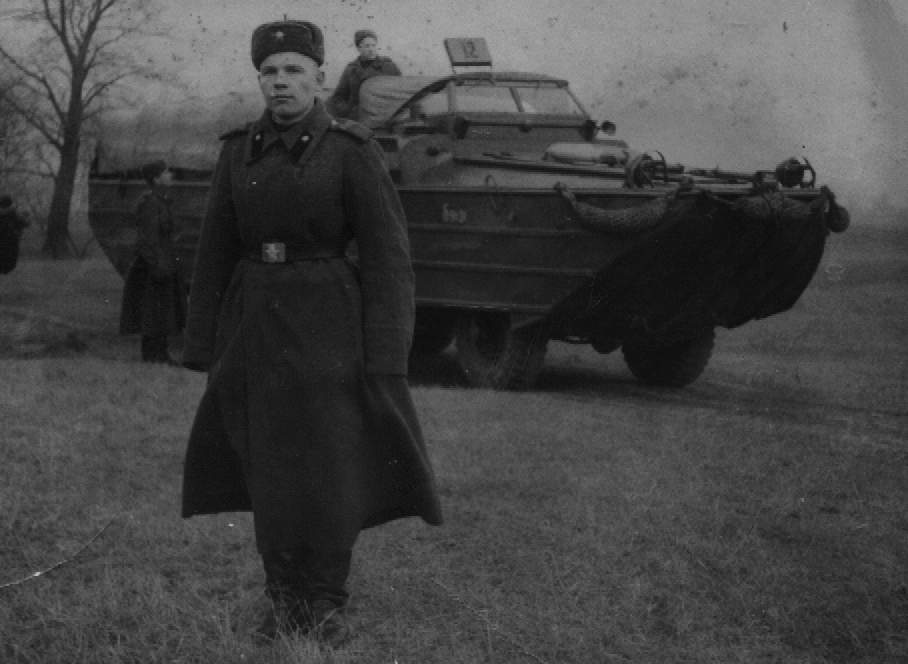
BAW w służbie radzieckiej

ZiŁ-485 (początkowo ZiS-485) lub BAW (ros. БАВ – большой автомобиль водоплавающий – bolszoj awtomobil wodopławajuszczij) – ciężarowo-terenowy samochód pływający (amfibia) produkowany w latach 50. XX wieku w ZSRR w Moskiewskiej Fabryce Samochodów im. Stalina (ZiS, później ZiŁ).

## Historia
Pojazd ten był wzorowany na amerykańskiej amfibii GMC DUKW-353, których 586 sztuk zostało dostarczonych w czasie wojny do ZSRR w ramach planu Lend-Lease. Skonstruowany został w 1949 w filii zakładów ZiS w Dniepropietrowsku i początkowo oznaczony był DAZ-485 (od Dniepropietrowskij Awtozawod). Głównym konstruktorem zakładów był Witalij Graczow. Samochód oparty był na podzespołach mechanicznych ciężarówek terenowych ZiS-151 i GAZ-63. W związku z brakiem doświadczenia z konstrukcją amfibii, półsamonośne pływające nadwozie skopiowano co do formy z DUKW, aczkolwiek z ulepszeniami, z których najistotniejsze było wprowadzenie otwieranej burty z tyłu, ułatwiającej załadunek na większą o 1/3 skrzynię ładunkową (o powierzchni 10,44 m²). Wciągarkę umieszczono pośrodku samochodu, między kabiną a skrzynią, przez co mogła być używana do wciągania ładunku lub wyprowadzona do przodu. Jesienią 1950 roku prowadzono próby porównawcze samochodu z DUKW. Samochód został uznany za udany i w kwietniu 1951 jego konstruktorzy otrzymali Nagrodę Stalinowską. W 1951 roku trwały przygotowania do produkcji, kiedy władze w maju zdecydowały zlikwidować Dniepropietrowskie Zakłady Samochodowe i umieścić tam produkcję rakiet. Rozwój i produkcja amfibii zostały przekazane do zakładów ZiS, pod oznaczeniem ZiS-485. W lipcu 1952 wyprodukowano tam pierwsze pojazdy. Od 1953 roku samochody weszły na uzbrojenie Armii Radzieckiej pod wojskowym oznaczeniem BAW.
W 1957 powstał ulepszony model ZiŁ-485A (BAW-A), oparty na podzespołach zunifikowanych ze zmodernizowanym transporterem opancerzonym BTR-152W1 i ciężarówką ZiŁ-157. Otrzymał m.in. szersze mosty napędowe i nowe opony o rozmiarach 12,00-18" zamiast 11,00-18" (z wewnętrznym systemem centralnej regulacji ciśnienia zamiast zewnętrznych przewodów), co wraz ze zwiększeniem prześwitu o 27 mm polepszyło zdolność przekraczania terenu. Minimalnie zwiększyły się wymiary pojazdu. Do produkcji został wprowadzony we wrześniu 1958 roku. Produkcja w zakładach ZiŁ trwała do końca grudnia 1959 roku; łącznie w zakładach ZiS/ZiŁ wyprodukowano 2005 amfibii BAW/BAW-A. Od stycznia 1960 produkcję przeniesiono do nowo powstałych zakładów BAZ w Briańsku, jednakże w tym czasie wojsko uznało parametry terenowe BAW za już niewystarczające i do końca 1962 zbudowano tam jedynie 24 pojazdy. W 1960 w zakładach ZiŁ powstał prototyp zmodernizowanej wersji ZiŁ-485B, z nową skrzynią biegów, sprzęgłem jednotarczowym i innymi ulepszonymi podzespołami, lecz nie wszedł do produkcji.

## Służba
Samochody BAW weszły na uzbrojenie Armii Radzieckiej, a także były eksportowane do państw Układu Warszawskiego i innych zaprzyjaźnionych. W latach 50. pojazdy te weszły na wyposażenie wojsk inżynieryjnych Wojska Polskiego. Po wycofaniu ze służby w Wojsku Polskim pewną liczbę pojazdów otrzymały jednostki straży pożarnej.
Samochody ZiŁ-485 były produkowane w małych liczbach także dla gospodarki narodowej ZSRR, między innymi powstał na jego bazie samochód UROM-2 dla rybołówstwa.

## Opis
Ciężarowo-terenowy samochód pływający BAW był przeznaczony do przepraw przez przeszkody wodne i przewozu 28 żołnierzy z pełnym ekwipunkiem lub sprzętu, np. 1 armaty kalibru 85 mm czy 1 haubicy kalibru 122 mm.
Na stalowej ramie został zamocowany hermetyczny stalowy korpus z otwieraną tylną burtą. Pod maską zamontowano silnik ZiŁ-485 o mocy 110 KM, analogiczny jak w BTR-152, wykorzystano też części z samochodu ZiS-151 (m.in. zawieszenie i rozrząd). Pojazd wyposażony został w system centralnej regulacji ciśnienia w ogumieniu.

## Dane taktyczno-techniczne
- masa pojazdu: BAW: 7050 kg, BAW-A: 7400 kg
- ładowność na lądzie: 2,5 t
- ładowność na wodzie: 3,5 t
- silnik: 6-cylindrowy ZiŁ-485 o mocy 110 KM, pojemność skokowa 5555 cm³
- prędkość maksymalna:
  - na lądzie: 60 km/h
  - na wodzie: 8–9 km/h
- zasięg:
  - na lądzie: 510 km
  - na wodzie: 6 godzin
- wymiary: 9540 × 2485 × 2600 mm.

## Egzemplarze muzealne
Zachowane samochody ZiŁ-485 można obejrzeć w następujących placówkach muzealnych:
- Polska
  - Lubuskie Muzeum Wojskowe w Drzonowie
  - Skansen Bojowy 1 Armii Wojska Polskiego w Mniszewie – egzemplarz mocno zdekompletowany
  - Muzeum Techniki Wojskowej w Zabrzu – egzemplarz sprawny, na chodzie.
  - Muzeum im. Orła Białego w Skarżysko-Kamiennej
  - Muzeum Wojska Polskiego w Warszawie
  - Centralne Muzeum Pożarnictwa w Mysłowicach
- Ukraina
  - Narodowe Muzeum Historii Ukrainy w II Wojnie Światowej w Kijowie